# Żyd z pieniążkiem

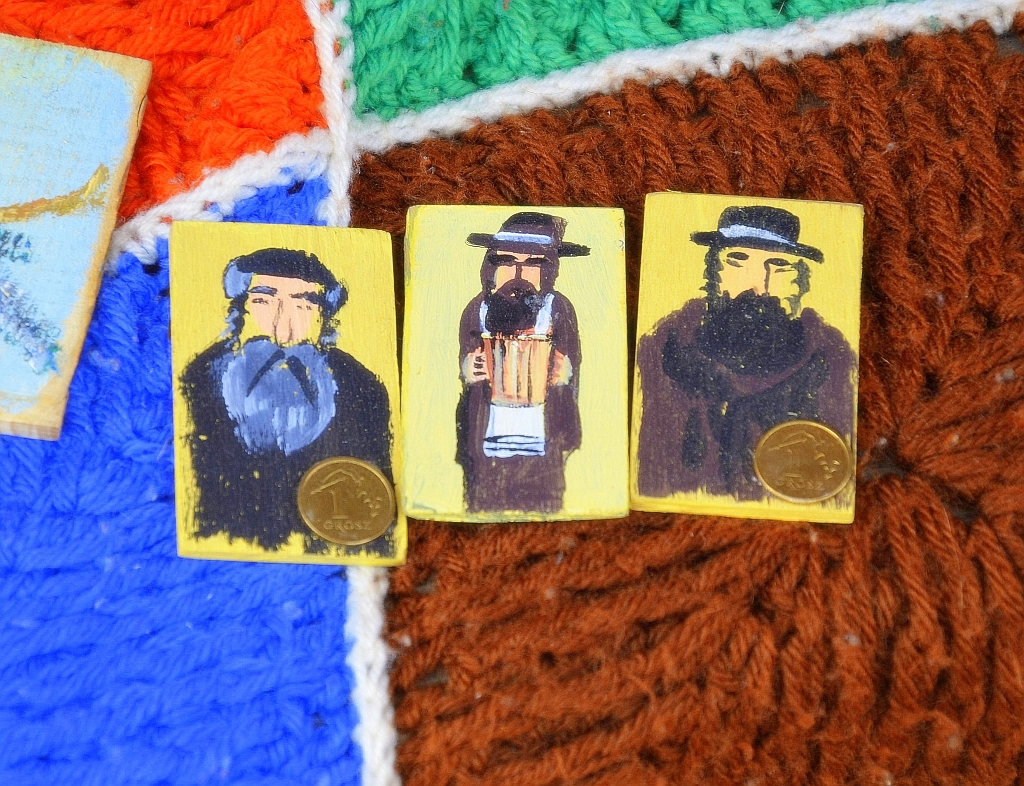

Żyd z pieniążkiem – obraz lub nadruk na płótnie przedstawiający brodatego, najczęściej starszego mężczyznę, często siedzącego przy stole lub ladzie i trzymającego w ręku monetę. Przedstawiony mężczyzna posiada stereotypowe atrybuty i cechy Żyda. Rzadszą odmianą są figurki Żyda z wkomponowaną prawdziwą monetą. Wyobrażenia Żyda z pieniążkiem sprzedawane są w Polsce jako rodzaj amuletu lub talizmanu, przynoszącego powodzenie finansowe osobie, która taki obraz posiada zawieszony w domu lub siedzibie przedsiębiorstwa. Obrazy takie i przekonanie o ich możliwości przynoszenie szczęścia, zyskały popularność w początkach XXI wieku, wcześniej niekiedy sprzedawano rzeźby ludowe przedstawiające Żyda z sakiewką, które mogły pełnić podobną funkcję kulturową. Z posiadaniem takiego obrazu łączą się współcześnie powstałe „nakazy” dotyczące sposobu zawieszenia obrazu, mające przyczynić się do maksymalnego powodzenia finansowego. Badacze wiążą istnienie tego przedstawienia z funkcjonowaniem zakorzenionego w kulturze ludowej negatywnego stereotypu, nierozerwalnie łączącego wyobrażoną postać Żyda z pieniędzmi.

## Geneza
Obrazy z serii Żyd liczący złoto (pieniądze) należy zaklasyfikować do malarstwa rodzajowego. W malarstwie światowym tematyka finansowa obecna jest od ponad 500 lat. W 1514 roku Quentin Matsys namalował obraz Bankier z żoną. Prekursorem tego nurtu w malarstwie polskim jest Samuel Hirszenberg, który w 1900 roku namalował obraz „Żydowski bankier liczący pieniądze”. Pokrewne tematy związane z handlem podejmował Aleksander Gierymski, który w 1881 roku przedstawił dwa obrazy przedstawiające Żydówkę z cytrynami i Żydówkę z pomarańczami.

### Charakterystyka
Żyd z pieniążkiem najczęściej wyobrażany jest jako mężczyzna stary lub w dojrzałym wieku, brodaty, posiadający stereotypowe cechy i atrybuty zamożnego Żyda, takie jak broda, pejsy, jarmułka, chałat lub pelisa, „żydowskie” elementy fizjonomii. Niekiedy wyobrażany jest też z księgą rachunkową i piórem, z sakiewką wypełnioną złotem, świecą lub lampą. Czasami obraz oprawiony jest w złote ramy.

### Znaczenie kulturowe
Według antropolog Joanny Tokarskiej-Bakir wyobrażenie Żyda, mającego w tradycyjnej polskiej kulturze ludowej charakter obcego, nie przynależącego do wspólnoty, wpisuje się w tradycję wiary w istoty demoniczne i duchy opiekuńcze, które, istniejąc w domostwie, mogą przyczynić się do dobrobytu lub nieszczęścia. Skojarzenie Żyda i pieniędzy ma korzenie w odległej przednowoczesności, i łączy się z negatywnym i antysemickim wyobrażeniem Żyda-wyzyskiwacza, krwiopijcy i oszusta, do którego nadprzyrodzona umiejętność skutecznego obracania pieniędzmi przynależna jest „od zawsze”. Potencjalnie negatywna figura Żyda w obrazie zawieszonym w domu staje się źródłem „magicznych” mocy, które poprzez właściwe obrzędy (wieszanie na odwrót, wkładanie grosika za ramę itd.) zostają opanowane na korzyść posiadacza. Działania takie wpisują się w tradycję wiary w słowiańskie demony domowe: skrzaty, kłobuki i tym podobne, które, właściwie traktowane, przynoszą pomyślność, ale są też w stanie powodować nieszczęście.
Według Bożeny Umińskiej-Keff istnienie tego przesądu powoduje bezrefleksyjne powielanie negatywnych stereotypów, a sam wizerunek Żyda z pieniążkiem wpisuje się w tradycję antysemickich wyobrażeń (Żyd-czarownik, Żyd-krwiopijca, Żyd-wyzyskiwacz i kapitalista), które dehumanizują realnie istniejące osoby o tożsamości żydowskiej. Podobnie jak Joanna Tokarska-Bakir, Bożena Umińska-Keff łączy istnienie tego przesądu z funkcjonującymi – jej zdaniem – w społeczeństwie polskim skojarzeniami czasów Holocaustu, w których ukrywający się przed nazistami Żyd musiał oddać posiadane przez siebie dobra w celu uzyskania szansy zachowania życia.
Z przesądem wiązane są przysłowia, które przez skojarzenie z wizerunkiem Żyda z pieniążkiem uzyskują nowe, pozytywne znaczenia. Przysłowie „Żyd w sieni, pieniądz w kieszeni” pierwotnie przestrzegało przed wpuszczaniem Żyda „dalej niż do sieni”, a w kontekście wizerunku staje się radą, gdzie obraz taki należy powiesić. Z kolei „Kto nie ma w domu Żyda – temu bida” jest przekształconym powiedzeniem „Jak bida, to do Żyda”, będącym negatywnym skojarzeniem z zapożyczaniem się u żydowskiego bankiera.